# Пятая республика Южной Кореи
Пятая республика Южной Кореи — правительство страны с 1981 до 1987 года. В течение этого периода президентом был Чон Ду Хван, военный соратник убитого президента Пак Чон Хи. Период характеризовался попытками реформ. Были заложены основы для стабильного развития демократии в стране.
После убийства Пак Чон Хи 26 октября 1979 года корейское общество было сильно возбуждено, что вылилось в серию протестов и демонстраций против авторитарного правления.
12 декабря 1979 года Чон Ду Хван осуществил военный переворот в Сеуле. В апреле — июле 1980 года он возглавлял Центральное разведывательное управление Южной Кореи. 17 мая он осуществил ещё один военный переворот, что привело к отставке президента Чхве Гю Ха и проведению непрямых президентских выборов в августе 1980 года, где Чон был единственным кандидатом.
На референдум 22 октября 1980 года был вынесен проект новой конституции, предусматривавший непрямые президентские выборы, 7-летний срок полномочий президента, право президента на введение чрезвычайного положения и роспуск парламента, а также право финансирования правящей партии государством. За проект новой конституции проголосовало 91,6 % участников референдума.
Очередные президентские выборы, прошедшие в соответствии с Конституцией 1980 года, состоялись 25 февраля 1981 года. Чон Ду Хван в качестве кандидата от партии Демократической справедливости (позже переименованной в Демократическую Республиканскую партию), одержал в них победу, получив 4755 из 5277 голосов коллегии выборщиков (свыше 90 %). Этот день в Республике Корея считается началом периода Пятой Республики.
Этот период считается авторитарным, однако менее жёстким, чем предыдущие режимы. Конституция страны 1980 года провозглашала больше свобод, чем её предшествующая версия от 1972 года (Конституция Юсин), однако по-прежнему делегировала президенту широкие полномочия.
К 1986 году волнения в обществе успокоились в основном из-за стабильного экономического роста и общего роста благосостояния населения, однако леворадикальные студенческие группировки по-прежнему были неудовлетворены политическим курсом правительства. В результате в июне 1987 года по всей стране прокатилась массовая волна акций протеста. В том же месяце Президент США Рональд Рейган послал письмо Чон Ду Хвану, призывая начать демократические реформы в стране. После этих событий 29 июня была провозглашена программа реформ, которые включали прямые президентские выборы, снятие запрета на политическую деятельность некоторых неугодных режиму политиков, включая будущего Президента страны Ким Дэ Чжуна, и другие меры. Реформы возглавил Ро Дэ У, позже ставший преемником Чон Ду Хвана в должности президента.
В 1987 году состоялись первые демократические выборы в стране, положившие начало периода Шестой республики Южной Кореи.